# Kinakål

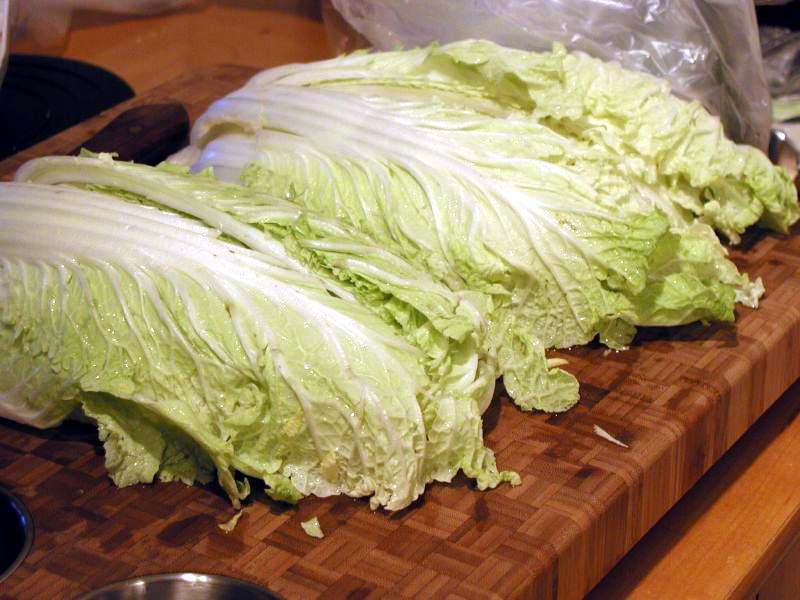
Kinakål.

Kinakål (Brassica rapa subsp. pekinensis), även kinesisk kål eller salladskål, är en av många varieteter av arten Brassica rapa i familjen korsblommiga växter. Kinakålen har långa ljusgröna blad som upptill blir krusiga och mer gröna. Bladen bildar ett cylindriskt huvud och är spröda med en mild kålsmak.
Växten, som är ettårig, härstammar från Japan och Kina där den odlats under lång tid. I Europa börjades den odlas i Österrike och Schweiz i mitten av 1900-talet. Kinakål används främst i sallader men är även huvudingrediensen i Koreas nationalrätt kimchi.